# Джо проти вулкана (фільм)
«Джо проти вулкана» (англ. Joe Versus The Volcano) — американська романтична комедія 1990 року режисера Джона Патріка Шенлі з Томом Генксом та Меґ Раян у головних ролях.

## Синопсис
Мультимільйонер пропонує бідному й хворому чиновникові Джо шикарне життя на 1 місяць в обмін на стрибок у жерло вулкана. Стрибок у вулкан піде в оплату за право видобутку руди рідкого металу на острові, де місцеві тубільці повинні принести жертву богу вулкана, але самі стрибати не хочуть. Місяць шикарного життя Джо проводить у товаристві прекрасної дочки мільйонера, і цього часу вистачає, щоб вони полюбили один одного. Залишається тільки додати, що вулкан цієї жертви не прийняв.

## У ролях
- Меґ Раян — Діді / Анжеліка / Патриція
- Том Генкс — Джо
- Ллойд Бріджес — Ґрейнамор
- Роберт Стек — доктор Еллісон
- Ейб Віґода — Тобі
- Ден Гедайя — містер Ватурі
- Аманда Пламмер — Дагмар
- Оссі Девіс — Маршалл
- Натан Лейн — Бен
- Керол Кейн (у титрах Ліза Леблан) — перукар

У фільмі використана відома пісня Sixteen Tons .